# Matti (film)
Pour les articles homonymes, voir Matti.
Pour plus de détails, voir Fiche technique et Distribution.
Matti est un film finlandais écrit par Marko Leino et réalisé par Aleksi Mäkelä, sorti en 2006.
Le film est nommé pour deux Jussis, ceux de meilleure actrice (Elina Knihtilä) et meilleurs costumes (Tiina Kaukanen).
Il est le film le plus populaire en Finlande de 2006.

## Synopsis
Le film est basé sur la vie du quadruple médaillé d'or olympique en saut à ski : Matti Nykänen.

## Fiche technique
- Titre original : Matti
- Titre international :  Matti: Hell Is for Heroes
- Réalisation : Aleksi Mäkelä
- Scénario : Marko Leino
- Montage : Kimmo Taavila
- Sociétés de production : Mainostelevisio et Solar Films
- Pays d'origine :  Finlande
- Langue originale : finnois
- Genre : Biopic, comédie dramatique
- Durée : 104 minutes
- Dates de sortie[2] :
  - Finlande : 13 janvier 2006
  - Estonie : 27 janvier 2006
  - Norvège : 31 mars 2006
  - Suède : 12 avril 2006
  - Hongrie : 1er juin 2006
  - Russie : 24 juin 2006
  - Espagne : 4 novembre 2006
  - Lituanie : 13 novembre 2006
  - États-Unis : 13 janvier 2007

## Distribution
- Jasper Pääkkönen : Matti Nykänen[3]
- Elina Hietala : Taina
- Peter Franzén : Nick Nevada
- Juha Veijonen : Maisteri
- Elina Knihtilä : Mirva
- Kari Hietalahti : Hammer
- Jope Ruonansuu : Oksanen
- Jani Volanen : Nipa
- Jussi Lampi : Jorma Tapio
- Toni Wahlström : Ylianttila
- Matias Hangasmaa : Antti
- Seppo Pääkkönen : Père de Matti
- Maija Junno : Mère de Matti
- Matti Onnismaa : Salmela
- Jarmo Perälä : Mauri

## Distinctions

### Nominations
- Jussis 2007 : 
  - Meilleure actrice (Elina Knihtilä)
  - Meilleurs costumes (Tiina Kaukanen)